# Michael Kölmel
Michael Kölmel (* 31. Januar 1954 in Karlsruhe) ist ein deutscher Unternehmer. Er wurde unter anderem als Gründer des Filmverleihs Kinowelt und Besitzer der Verlags- und Buchhandelsfirma Zweitausendeins bekannt. Kölmel war zudem bis 2016 Eigentümer des Leipziger Zentralstadions. Bei seinen unternehmerischen Aktivitäten kooperiert er häufig mit seinem Bruder Rainer Kölmel. Seit 2020 ist er mit 1,58 Prozent an der Profifußballabteilung des Karlsruher SC beteiligt.

## Leben
Michael Kölmel studierte ab Mitte der 1970er Jahre Mathematik und Volkswirtschaftslehre in Karlsruhe und Göttingen. 1984 promovierte er im Fach Volkswirtschaftslehre an der Georg-August-Universität Göttingen. Dort wurde auch seine Leidenschaft zum Film erkennbar. Er gründete 1978 einen Filmclub an der Universität und war zusammen mit Anne Ahrends, mit der er auch die Leitung des Göttinger Filmfests übernahm, für die Programmgestaltung dreier Kinos in Göttingen und Umgebung verantwortlich. Kölmel ist verheiratet und hat zwei Söhne. Seit 1999 gehört dem Ehepaar Kölmel ein Kino in Dießen am Ammersee.
Kölmel wurde zum 1. April 2010 Honorarprofessor für Medienökonomie und AV-Wirtschaft am Institut für Kommunikations- und Medienwissenschaft der Universität Leipzig, Abteilung Medienwissenschaft und Medienkultur. Er lehrt dort am Lehrstuhl Medienwissenschaft und Medienkultur.

## Unternehmerische Aktivitäten
Ab 1981 pachtete Kölmel das Kino Centrallichtspiele in Herzberg am Harz bei Göttingen. 1984 gründete er zusammen mit Thomas Häberle den Filmverleih Kinowelt in Göttingen. und spezialisierte sich dabei auf relativ unbekannte Filme für Programmkinos.  Das erste Verleihrecht für einen Film, das Kinowelt kaufte, war für Gregory's Girl (1980) von Bill Forsyth. Häberle war bis zum Jahr 1996 gemeinsam mit Kölmel Bruder Rainer Geschäftsführer des Filmverleihs und der Produktion. Der Durchbruch gelang Kinowelt mit dem Spielfilm Der englische Patient im Jahre 1996. Es folgten ein rascher Expansionskurs und im Mai 1998 der Börsengang an den Neuen Markt als Kinowelt AG. Ab 2001 geriet das Unternehmen, zu dem zuletzt an die 60 Gesellschaften gehörten, zunehmend in finanzielle Schwierigkeiten. Ein von Warner Bros. Entertainment 1999 für 560 Millionen DM erworbenes Filmpaket wurde von den damals unterlegenen Mitbietern RTL Group/Bertelsmann und Kirch-Gruppe boykottiert und war damit quasi wertlos. Ende 2001 musste die Kinowelt AG mit einer halben Milliarde Euro Schulden Insolvenz anmelden.
Ab 1998 versuchte sich Kölmel über seine Sportwelt Beteiligungs GmbH in der Vermarktung von Rundfunkübertragungsrechten im Fußballbereich. 90 % der Sportwelt-Anteile gehörte der Familie Kölmel, die übrigen 10 % hielt die Kinowelt AG. Die Sportwelt GmbH engagierte sich mit großem finanziellen Aufwand bei tief gesunkenen Traditionsvereinen, um gemeinschaftlich von einer etwaigen Rückkehr des Erfolges profitieren zu können. Kölmel und seine Firma investierten 133 Millionen DM, die für die Fernsehrechte als Darlehen an die Fußballclubs weitergegeben wurden. Die Strategie ging bis auf wenige Ausnahmen nicht auf. Die Sportwelt Beteiligungs GmbH ging 2002 in die Insolvenz und die betroffenen Traditionsvereine gerieten in eine noch prekärere finanzielle Situation. Gegen Vereine, die ihre Darlehen nicht zurückzahlten, prozessierte Kölmel in der Folge vor Gericht.
Im Oktober 2002 wurde Kölmel in München aufgrund des Verdachts der Insolvenzverschleppung sowie Untreue mit einem Gesamtschaden von fast 23 Millionen Euro in Bezug auf die Insolvenzen der Kinowelt AG und der Sportwelt GmbH (letztere mit zwei Drittel der Schadenssumme) festgenommen, für zwei Tage inhaftiert und anschließend auf Kaution freigelassen. Das Landgericht München verurteilte ihn im Juni 2004 wegen Untreue und vorsätzlicher Insolvenzverschleppung zu einer Bewährungsstrafe von 22 Monaten und einer Geldstrafe von 326.000 Euro, nachdem die Staatsanwaltschaft zunächst neun Jahre Haft gefordert hatte. Eine erneute Anklage der Staatsanwaltschaft München Mitte 2006 wegen undurchsichtiger Vorgänge bei der Kinowelt und der Sportwelt in den frühen 2000er Jahren wurde im November 2006 eingestellt.
Kölmel gelang es mit seinem Bruder Rainer im Januar 2003 unter anderem durch einen Kredit der Sparkasse Leipzig, die Filmbibliothek aus der Konkursmasse der insolventen Kinowelt AG zu einem Preis von 32 Millionen Euro für ihre neu gegründete Kinowelt GmbH mit Sitz in Leipzig, wo Michael Kölmel seit 2003 lebt, zu erwerben. Der damalige Leipziger Oberbürgermeister Wolfgang Tiefensee hatte sich für Kölmel starkgemacht, nachdem letzterer seit dem Jahr 2000 als Investor des Leipziger Zentralstadions engagiert war. Kölmel kaufte insgesamt 18 Tochtergesellschaften der ehemaligen Kinowelt AG auf, darunter Kinowelt Filmverleih, Kinowelt Home Entertainment, Arthaus Filmvertrieb, sowie die 1999 übernommenen Filmverlag der Autoren und Jugendfilm GmbH. Mit der Kinowelt GmbH, die 2003 bereits 44 Millionen Euro erwirtschaftete und 2004 80 Mitarbeiter beschäftigte, konnte Kölmel wieder Gewinne erzielen. Anfang 2008 wurde die Kinowelt für von der Presse geschätzte 70 Millionen Euro an das französische Filmunternehmen Studiocanal, ein Tochterunternehmen von Canal+, der seinerseits zum französischen Medienkonzern Vivendi gehört, verkauft.
Im Jahr 2000 bekam Kölmel mit seiner EMKA Immobilien-Beteiligungs-GmbH den Zuschlag für Neubau und Betrieb des neuen Leipziger Zentralstadions. Kölmel beteiligte sich mit 27 Millionen Euro an den Gesamtkosten in Höhe von 90 Millionen Euro. 2006 ermittelte die Staatsanwaltschaft Leipzig wegen des Verdachts der Veruntreuung von Subventionsgeldern bei dem Stadionumbau, stellte die Ermittlungen allerdings 2007 ein. Trotz der Ausrichtung von fünf Spielen bei der Fußball-Weltmeisterschaft 2006 gestaltete sich der Betrieb ohne Profifußball in Leipzig lange Zeit defizitär. Kölmel zog deshalb einen Verkauf in Betracht, der jedoch im April 2005 scheiterte. Kölmel versuchte in der Folgezeit, finanzkräftige Investoren für ein Engagement bei einem der Leipziger Vereine zu gewinnen. Dieses Ziel konnte zunächst nicht erreicht werden, nachdem 2006 der Einstieg des österreichischen Getränkeherstellers Red Bull, den Michael Kölmel angeworben hatte, beim FC Sachsen Leipzig aufgrund von Fanprotesten und den Statuten des Deutschen Fußball-Bundes fehlschlug. Im Sommer 2009 kam es dann schließlich zu einer Einigung zwischen dem SSV Markranstädt und Red Bull. Die Fußballabteilung der Markranstädter wurde mit dem Ziel ausgegliedert, unter dem Namen RB Leipzig in den bezahlten Fußball aufzusteigen. Der Umzug in das Zentralstadion erfolgte zum Beginn der Saison 2010/2011, wobei sich Red Bull gleichzeitig die Namensrechte sicherte und das Stadion in Red Bull Arena umbenannt wurde. Kölmel schied 2006 aus der ZSL-Betreibergesellschaft mbH, die u. a. die Arena Leipzig sowie die Red Bull Arena verwaltet, aus, wurde jedoch 2009 wieder als Geschäftsführer bestellt. Ende 2016 wurde in der Presse diskutiert, ob der RB Leipzig die Red-Bull-Arena, die der Verein von Kölmel mietet, verlässt und ein eigenes Stadion baut oder die Arena von Kölmel kauft und umbaut, weil der Platz nicht mehr ausreicht. Am 22. Dezember 2016 gab der RB Leipzig in einer Pressekonferenz bekannt, sich mit Kölmel über den Kauf des Stadions geeinigt zu haben und das Stadion ab 2018 um 14.000 Sitze erweitern zu wollen. In der Presse wurde ein Kaufpreis von 70 Millionen Euro genannt.
2004 gründete Kölmel über seine MK Medien Beteiligungs GmbH zusammen mit seinem Schwager Achim Apell zu jeweils 50%igem Anteil den Bezahlfernsehsender Kinowelt TV. Dieser wurde 2014 von AMC Networks aufgekauft.
2006 wurde bekannt, dass die MK Medien Beteiligungs GmbH die Frankfurter Verlags-, Musik- und Buchhandelsfirma Zweitausendeins übernimmt. Die neuen Inhaber planten einen Ausbau sowie eine Umgestaltung des Unternehmens. Zweitausendeins befindet sich bis heute im Besitz von Michael Kölmel.
Kölmel ist mit seiner Ende 2012 mit einem Partner neu gegründeten Firma Weltkino nach fünfjähriger Pause seit 2013 wieder im Filmverleihgeschäft aktiv. 2018 umfasste das Weltkino-Angebot um die 120 Filme. Seit 2019 ist Kölmel Vorstandsmitglied der AG Verleih.
Kölmel gehört überdies die 2007 in Leipzig gegründete Produktionsgesellschaft Filmaufbau Leipzig GmbH.
2019 erwarb er als Weißer Ritter eine Wohnimmobilie am Strausberger Platz.

## Filmografie (Auswahl)
- 2009: Mullewapp – Das große Kinoabenteuer der Freunde
- 2010: Hoffenheim – Das Leben ist kein Heimspiel
- 2011: 205 - Zimmer der Angst
- 2012: Die Abenteuer des Huck Finn